# Nolana dianae
Nolana dianae es una de las 49 especies pertenecientes al género Nolana presentes en Chile, el cual corresponde a la familia de las solanáceas (Solanaceae). Esta especie en particular es endémica con una distribución muy reducida solo a la Región de Antofagasta en Chile.

## Descripción
La Nolana dianae se encuentra descrita como una hierba anual, suculenta, con tallos ramificados, glandulosos y de color púrpura oscuro, ramas postradas a decumbentes. Preesenta vellocidad en sus tallos y hojas.  Presenta hojas sésiles alternas, suculentas, según la morfología foliar las laminas son oblongas y también oblanceoladas, glandulosas con márgenes revolutos. 
Presenta flores pequeñas solitarias, ubicadas en la axilas de las hojas superiores. Cáliz tubular corto con 5 lóbulos. La corola posee de 5 pétalos con forma estrellada, su corola normalmente es de color blanco o lila pálido y la garganta de color morado intenso y de forma estrellada, esta es la principal característica entre otras especies del género Nolana en Chile. Posee estambres desiguales en tamaño de color morado y anteras blancas o moradas. Ovario glabro, con nectario basal y 5 carpelos.
Su fruto presenta de 4 a 5 esquizocarpios de forma esférica, cada uno con 2 a 3 semillas en su interior.
Crece en sectores costeros con suelo pedregoso o rocoso, muy cerca del mar o en quebradas con influencia de neblinas costeras, con alta radiación solar en terrenos planos y sectores con exposición norte. Crece desde los 0 hasta los 500 metros sobre el nivel del mar, exclusivamente en la Región de Antofagasta, en Playa Hornitos al norte de Antofagsata y Caleta El Cobre, al sur de esta ciudad. Esta especie en particular requiere de la humedad de neblinas costera camanchaca. No resiste heladas. Puede soportar una temporada seca de 8 hasta 12 meses e incluso años sin precipitaciones. Habita en un clima de rusticidad USDA equivalente a zonas 10 y 11.

## Nombres vernáculos
Esta especie es conocida simplemente como 'Suspiro'. 

## Importancia
Esta es especie conocida como 'Suspiro' radica principalmente en su endemismo. Esta planta anual aparece con mayor profusión durante la floración del fenómeno denominado Desierto florido.
Es considerada una planta cierto valor ornamental.

## Amenazas
Una de las principales amenazas de esta especie la constituyen factores antrópicos como la urbanización y ocupación del borde costero, por acción antrópica por el turismo, colecta de flores y por sobrepastoreo de caprinos y mulares.